# Moïse Allatini
Pour les articles homonymes, voir Allatini.
Moïse Allatini (1809-1882) est un entrepreneur de Salonique, ayant fait fortune dans l'industrie de la minoterie.

## Biographie
Troisième fortune de l'empire ottoman et première fortune de Salonique, les Allatini, une famille sépharade originaire de Livourne en Italie depuis le XVIIIe siècle, formaient le fer de lance de l'entreprenariat juif, ils mirent en place plusieurs industries, établissant minoteries et autres industries alimentaires, briqueteries, usines de transformation du tabac. 
Fils de Lazare Allatini (Livourne 1776 - Salonique 1834), Moïse obtint un diplôme de médecine de l'Université de Pise.  Il n'exerça jamais comme médecin parce qu'au décès de son père en 1834, il dut reprendre l'affaire familiale afin de subvenir aux besoins de ses nombreux frères et sœurs. En 1837, il créa Allatini Frères, qui devint Allatini and Modiano.
En 1856, avec l'aide des Rothschild, il fonda, dans sa ville de Salonique, dans les annexes du Talmud Torah, avec l'assentiment des rabbins qu'il avait gagnés à son objectif par ses importantes donations aux œuvres de bienfaisance, l'école Lippman, une institution modèle dirigée par le professeur Lippman, un rabbin progressiste de Strasbourg. Après cinq années d'existence, l'établissement ferma ses portes et Lippman repartit sous la pression du rabbinat en désaccord avec ses méthodes d'éducation innovantes. Cependant, il avait eu le temps de former bon nombre d'élèves qui prirent la relève par la suite. Le docteur Allatini poussa en 1862 son beau-frère Salomon Fernandez à fonder une école italienne grâce à une donation du royaume d'Italie. Plusieurs tentatives pour implanter le réseau éducatif de l'Alliance israélite universelle (AIU) échouèrent sous la pression des rabbins qui n'admettaient pas qu'une école juive puisse être placée sous le patronage de l'ambassade de France. 
Mais le besoin de structures éducatives devint si pressant que les partisans de son implantation eurent finalement gain de cause en 1874 grâce au mécénat d'Allatini devenu membre du comité central de l'Alliance israélite universelle à Paris. Le réseau de cette institution s'étendit alors rapidement : en 1912, on comptait neuf nouvelles écoles de l'AIU pourvoyant à l'éducation des garçons comme des filles de la maternelle au secondaire tandis que les écoles rabbiniques étaient en plein déclin. Ceci eut pour effet d'implanter durablement la langue française au sein de la communauté juive de Salonique comme d'ailleurs dans tout le monde juif oriental. Ces écoles s'occupaient de la formation intellectuelle mais aussi manuelle de ses élèves permettant la formation d'une génération en phase avec les évolutions du monde moderne et apte à intégrer le marché du travail d'une société en voie d'industrialisation. Il racheta alors la villa où fut emprisonné le sultan Abdülhamid II, quand il décida d'abdiquer. 
Son frère Darius (Salonique 1820 - Marseille 1887), établi à Marseille, est le père d'Alfred Allatini (Salonique 1849 -1901), père d'Edma (Salonique 1896 - Auschwitz 1944), la mère de Éliane Amado Levy-Valensi, d'Édouard Allatini (Salonique 1847 - Paris 1913), père d'Éric Allatini, de Noémie Bloch (Salonique 1860 - Neuilly-sur Seine 1928), la mère de Marcel Dassault, et de Sophie Milhaud (Marseille 1868 - Aix en Provence 1943), la mère de Darius Milhaud.